# Liste des biens culturels d'importance nationale à Lausanne
Cette liste présente les biens culturels d'importance nationale à Lausanne. 
Cette liste correspond à l'édition 2009 de l'Inventaire suisse des biens culturels d'importance nationale et régionale (Objets A) pour la ville de Lausanne, dans le canton de Vaud. 

## Liste
| Dénomination                                                                    | Type                      | Adresse                            | Coordonnées                 | Photographie |
| ------------------------------------------------------------------------------- | ------------------------- | ---------------------------------- | --------------------------- | ------------ |
| Ancien hôpital                                                                  | Bâtiment                  | rue de la Mercerie 24              | 46° 31′ 17″ N, 6° 38′ 08″ E |              |
| Ancien tribunal fédéral                                                         | Bâtiment                  | allée Ernest-Ansermet 2            | 46° 31′ 14″ N, 6° 37′ 37″ E |              |
| Ancien évêché et Musée historique de Lausanne                                   | Bâtiment et musée         | place de la Cathédrale 4           | 46° 31′ 20″ N, 6° 38′ 06″ E |              |
| Ancienne Académie                                                               | Objets multiples          | rue Cité-Devant 7                  | 46° 31′ 24″ N, 6° 38′ 05″ E |              |
| Archives de la banque vaudoise                                                  | Archives                  | place Saint-François               | 46° 31′ 09″ N, 6° 38′ 03″ E |              |
| Archives de la ville de Lausanne                                                | Archives                  | rue du Maupas 47                   | 46° 31′ 30″ N, 6° 37′ 28″ E |              |
| Archives d'Énergie Ouest Suisse                                                 | Archives                  | chemin de Mornex 10                | 46° 31′ 07″ N, 6° 37′ 43″ E |              |
| Bibliothèque des Cèdres                                                         | Bibliothèque              | chemin des Cédres 7                | 46° 31′ 32″ N, 6° 37′ 38″ E |              |
| Casino de Montbenon                                                             | Bâtiment                  | allée Ernest-Ansermet 3            | 46° 31′ 14″ N, 6° 37′ 30″ E |              |
| Cathédrale Notre-Dame                                                           | Objets multiples          | place de la Cathédrale             | 46° 31′ 21″ N, 6° 38′ 08″ E |              |
| Centre hospitalier universitaire vaudois (CHUV)                                 | Archives                  | rue du Bugnon 46                   | 46° 31′ 30″ N, 6° 38′ 36″ E |              |
| Château Saint-Maire                                                             | Objets multiples          | place du Château 4                 | 46° 31′ 29″ N, 6° 38′ 08″ E |              |
| Château de Beaulieu et Collection de l'art brut                                 | Objets multiples et musée | avenue de Bergières 11             | 46° 31′ 38″ N, 6° 37′ 30″ E |              |
| Cimetière du Bois-de-Vaux                                                       | Bâtiment                  | route de Chavannes 2               | 46° 31′ 06″ N, 6° 36′ 09″ E |              |
| Colline de la Cité, habitat laténien ville médiévale                            | Archéologie               |                                    | 46° 31′ 28″ N, 6° 37′ 36″ E |              |
| Église réformée Saint-François                                                  | Bâtiment                  | place Saint-François 18            | 46° 31′ 11″ N, 6° 38′ 01″ E |              |
| Église réformée Saint-Laurent                                                   | Bâtiment                  | rue Haldimand                      | 46° 31′ 20″ N, 6° 37′ 51″ E |              |
| Fondation de l'Hermitage, maison de maître avec parc et musée                   | Bâtiment et musée         | route du Signal 2                  | 46° 31′ 41″ N, 6° 38′ 14″ E |              |
| Fondation Toms Pauli, collection de tapisseries et d'art textile                | Musée                     | rue Caroline 2                     | 46° 31′ 13″ N, 6° 38′ 14″ E |              |
| Galeries Saint-François                                                         | Bâtiment                  | rue de Bourg 12–14                 | 46° 31′ 11″ N, 6° 38′ 06″ E |              |
| Gare centrale                                                                   | Bâtiment                  | place de la Gare                   | 46° 31′ 01″ N, 6° 37′ 45″ E |              |
| Beau-Rivage Palace                                                              | Bâtiment                  | chemin du Beau-Rivage              | 46° 30′ 28″ N, 6° 37′ 49″ E |              |
| Hôtel de Ville                                                                  | Bâtiment                  | place de la Palud 2                | 46° 31′ 18″ N, 6° 37′ 58″ E |              |
| Hôtel des Postes                                                                | Bâtiment                  | place Saint-François 15            | 46° 31′ 10″ N, 6° 37′ 59″ E |              |
| Immeuble administratif André & Cie S.A.                                         | Bâtiment                  | chemin Messidor 5 et 7             | 46° 30′ 54″ N, 6° 38′ 28″ E |              |
| Immeuble administratif et réfectoire de la Vaudoise assurances                  | Bâtiment                  | avenue de la Cour 41               | 46° 30′ 51″ N, 6° 37′ 11″ E |              |
| Maison Mercier                                                                  | Bâtiment                  | rue du Grand-Chêne 8               | 46° 31′ 11″ N, 6° 37′ 51″ E |              |
| Les bains de Bellerive                                                          | Bâtiment                  | avenue de Rhodanie 23              | 46° 30′ 42″ N, 6° 37′ 00″ E |              |
| Maison de l'Estérel                                                             | Bâtiment                  | avenue d'Ouchy 16 à 18             | 46° 30′ 47″ N, 6° 37′ 49″ E |              |
| Maison de maitre de l'Élysée ses dépendances et ses abords et musée de l'Élysée | Bâtiment et musée         | avenue de l'Élysée 18              | 46° 30′ 36″ N, 6° 37′ 58″ E |              |
| Immeuble de la Chandoline                                                       | Bâtiment                  | chemin de Chandolin 4              | 46° 31′ 04″ N, 6° 38′ 47″ E |              |
| Mon Repos, parc, maison, fontaine, écuries, orangerie et temple de l'amour      | Bâtiment                  | parc de Mont-Repos 1               | 46° 31′ 08″ N, 6° 38′ 34″ E |              |
| Maison Gaudard                                                                  | Musée                     | place de la Cathédrale 6           | 46° 31′ 20″ N, 6° 38′ 07″ E |              |
| Musée et jardins botaniques cantonaux                                           | Musée                     | avenue de Cour 14                  | 46° 30′ 46″ N, 6° 37′ 25″ E |              |
| Musée olympique et archives du CIO                                              | Musée et archives         | quai d'Ouchy 1                     | 46° 30′ 29″ N, 6° 38′ 04″ E |              |
| Musée romain de Lausanne-Vidy                                                   | Musée et archives         | chemin du Bois-de-Vaux 24          | 46° 31′ 08″ N, 6° 35′ 56″ E |              |
| Bateaux de la CGN La Suisse, Savoie, Simplon et Rhône                           | Objets spéciaux           | Ouchy                              | 46° 30′ 31″ N, 6° 37′ 04″ E |              |
| Palais de Rumine et Musée cantonal de géologie                                  | Bâtiments et musée        | place de la Riponne 6              | 46° 31′ 25″ N, 6° 38′ 01″ E |              |
| Pont Chauderon                                                                  | Bâtiment                  |                                    | 46° 31′ 20″ N, 6° 37′ 26″ E |              |
| Service documentation et archives de la Radio suisse romande                    | Archives                  | avenue du Temple 40                | 46° 32′ 00″ N, 6° 38′ 56″ E |              |
| Rural et site de Vernand-Dessus                                                 | Bâtiments                 | avenue de Vernand-Dessus 2         | 46° 34′ 24″ N, 6° 36′ 55″ E |              |
| Site de l'expo 64 avec Théâtre de Vidy                                          | Objets multiples          | avenue Émile-H.-Jaques-Dalcroze, 5 | 46° 30′ 46″ N, 6° 36′ 40″ E |              |
| Synagogue                                                                       | Bâtiment                  | avenue de Florimont                | 46° 30′ 59″ N, 6° 38′ 16″ E |              |
| Tour de Bel-Air                                                                 | Bâtiment                  | place Bel-Air 1                    | 46° 31′ 20″ N, 6° 37′ 44″ E |              |
| Tribunal fédéral suisse et archives                                             | Bâtiment et archives      | avenue du Tribunal fédéral 29      | 46° 31′ 11″ N, 6° 38′ 39″ E |              |
| Vidy/Lousonna, nécropole préhistorique / station, vicus romain                  | Archéologie               |                                    | 46° 30′ 58″ N, 6° 36′ 03″ E |              |